# Emiliano Martínez
Damián Emiliano Martínez Romero, detto Dibu (Mar del Plata, 2 settembre 1992), è un calciatore argentino, portiere dell'Aston Villa e della nazionale argentina, con cui è diventato campione del mondo nel 2022 oltre che campione del Sud America nel 2021 e nel 2024.
Considerato uno dei migliori portieri al mondo, è il massimo detentore del The Best FIFA Goalkeeper e del Trofeo Jašin, con due vittorie ciascuno.

## Caratteristiche tecniche
È particolarmente conosciuto per l'abilità nel neutralizzare i calci di rigore, in occasione dei quali si aiuta muovendosi lungo la linea di porta ed ingaggiando schermaglie verbali con gli avversari, nel tentativo di distrarli e deconcentrarli.

## Carriera

### Club
Giovanili
Nato a Mar del Plata, Emiliano Martinez inizia la sua carriera giocando per l'Independiente; è durante la militanza nel settore giovanile del Rojo di Avellaneda che gli viene attribuito il soprannome Dibu, per via del suo aspetto tarchiato e con le lentiggini in volto, che lo rendevano simile al personaggio di una nota sitcom argentina.
Arsenal e vari prestiti
Nel 2010 viene acquistato dagli inglesi dell'Arsenal che lo impiega nel proprio settore giovanile fino al 2012.
Nel 2012 viene ceduto in prestito all'Oxford Utd, facendo il suo debutto in English Football League nella partita persa per 0-3 contro il Port Vale.
Nel 2013 viene ceduto in prestito allo Sheffield Weds, squadra di Football League Championship.
Nella stagione 2014-2015 all'Arsenal, il 10 agosto 2014 vince la Community Shield, con una vittoria per 3-0 contro il Manchester City. Fa il suo debutto in Champions League subito dopo, nella partita vinta 2-1 dall'Arsenal contro l'Anderlecht nella fase a gironi. Il 22 novembre 2014 debutta in Premier League sostituendo l'infortunato Szczęsny contro il Manchester Utd. Con l'infortunio di David Ospina, gioca la sua seconda partita di Champions League il 26 novembre, mantenendo la porta inviolata nella vittoria per 2-0 sul Borussia Dortmund. La sua prestazione "impeccabile" nella partita lo ha portato ad essere nominato nella Squadra della settimana UEFA.
Il 20 marzo 2015, viene ceduto nuovamente in prestito d'emergenza al Rotherham Utd fino alla fine della stagione. Ha fatto il suo debutto il giorno successivo contro la sua ex squadra, lo Sheffield Weds, subendo due gol nei minuti di recupero, nella sconfitta casalinga per 3-2.
Il 2 agosto 2015 vince la sua seconda Community Shield, grazie alla vittoria per 1-0 in un derby londinese tra Arsenal e Chelsea. L'11 agosto successivo viene ceduto in prestito fino al termine della stagione al Wolverhampton, squadra di Football League Championship. Dopo essere tornato all'Arsenal, ha giocato 5 partite nella stagione 2016-2017, inclusa una presenza in Premier League contro il West Ham Utd.
Il 2 agosto 2017, viene ceduto in prestito per una stagione al Getafe, squadra militante nella Liga spagnola. Tornato a Londra, nella stagione 2018-2019 non scende mai in campo con la maglia dei Gunners, così il 23 gennaio 2019 viene mandato in prestito in Championship al Reading fino alla fine della stagione.
Terminata l'esperienza in prestito, per la stagione 2019-2020 diventa la riserva del Arsenal e, con Bernd Leno infortunato, titolare fisso. Disputa 9 partite in Premier League ed il 1º agosto 2020, vince la sua seconda FA Cup, la 14ª per l'Arsenal, ancora una volta contro il Chelsea; il 29 agosto successivo, mette in bacheca la terza Community Shield, disputando da titolare la finale vinta dall'Arsenal contro il Liverpool ai calci di rigore.
Aston Villa
Il 16 settembre 2020 viene ceduto per 20 milioni di sterline all'Aston Villa, con cui firma un contratto di quattro stagioni. Il 21 Settembre 2020 fa il suo esordio con la nuova maglia nella sfida di Premier League contro lo Sheffield United nella vittoria in casa per 1-0,diventando un titolare fisso del club.
Il 21 gennaio 2022, a seguito di stagioni convincenti, l'Aston Villa rinnova il suo contratto fino al 30 giugno 2027.

### Nazionale
Il 3 giugno 2021 esordisce con la nazionale maggiore argentina, convocato dal CT Lionel Scaloni, nel pareggio per 1-1 contro il Cile.
Convocato per la Copa América 2021, il 6 luglio, in occasione della semifinale contro la Colombia terminata 1-1, si trova a difendere la porta della propria nazionale durante la batteria dei rigori; il portiere argentino si supera parando 3 rigori sui 5 tirati dalla nazionale colombiana portando l'Argentina in finale ad affrontare il Brasile allo Stadio Maracanã di Rio de Janeiro, dove si laurea campione del Sud America.
Il 18 dicembre 2022 vince il campionato mondiale disputato in Qatar, risultando decisivo per la vittoria della sua squadra nel quarto di finale contro i Paesi Bassi e nella finale contro la Francia, incontri terminati entrambi ai tiri di rigore. A fine competizione viene premiato anche individualmente, ottenendo il Guanto d'oro, riconoscimento conferito al miglior portiere della manifestazione.

## Statistiche

### Presenze e reti nei club
Statistiche aggiornate al 25 maggio 2025.
| Stagione           | Squadra            | Campionato         | Campionato | Campionato | Coppa nazionale | Coppa nazionale | Coppa nazionale | Coppe europee | Coppe europee | Coppe europee | Altre coppe | Altre coppe | Altre coppe | Totale | Totale |
| Stagione           | Squadra            | Comp               | Pres       | Reti       | Comp            | Pres            | Reti            | Comp          | Pres          | Reti          | Comp        | Pres        | Reti        | Pres   | Reti   |
| ------------------ | ------------------ | ------------------ | ---------- | ---------- | --------------- | --------------- | --------------- | ------------- | ------------- | ------------- | ----------- | ----------- | ----------- | ------ | ------ |
| 2012-gen. 2013     | Oxford Utd         | FL2                | 1          | -3         | FACup+CdL       | 0               | 0               | -             | -             | -             | -           | -           | -           | 1      | -3     |
| gen.-giu. 2013     | Arsenal            | PL                 | 0          | 0          | FACup+CdL       | 0+2             | -6              | UCL           | 0             | 0             | -           | -           | -           | 2      | -6     |
| 2013-2014          | Sheffield Weds     | FLC                | 11         | -14        | FACup+CdL       | 4+0             | -5              | -             | -             | -             | -           | -           | -           | 15     | -19    |
| 2014-gen. 2015     | Arsenal            | PL                 | 4          | -4         | FACup+CdL       | 0               | 0               | UCL           | 2             | -1            | CS          | 0           | 0           | 6      | -5     |
| gen.-giu. 2015     | Rotherham Utd      | FLC                | 8          | -10        | FACup+CdL       | 0               | 0               | -             | -             | -             | -           | -           | -           | 8      | -10    |
| 2015-2016          | Wolverhampton      | FLC                | 13         | -17        | FACup+CdL       | 0+2             | -2              | -             | -             | -             | -           | -           | -           | 15     | -19    |
| 2016-2017          | Arsenal            | PL                 | 2          | -3         | FACup+CdL       | 0+3             | -2              | UCL           | 0             | 0             | -           | -           | -           | 5      | -5     |
| 2017-2018          | Getafe             | PD                 | 5          | -7         | CR              | 2               | -4              | -             | -             | -             | -           | -           | -           | 7      | -11    |
| 2018-gen. 2019     | Arsenal            | PL                 | 0          | 0          | FACup+CdL       | 0               | 0               | UEL           | 1             | 0             | -           | -           | -           | 1      | 0      |
| gen.-giu. 2019     | Reading            | FLC                | 18         | -23        | FACup+CdL       | 0               | 0               | -             | -             | -             | -           | -           | -           | 18     | -23    |
| 2019-2020          | Arsenal            | PL                 | 9          | -9         | FACup+CdL       | 6+2             | -3 + -5         | UEL           | 6             | -7            | -           | -           | -           | 24     | -24    |
| Totale Arsenal     | Totale Arsenal     | Totale Arsenal     | 15         | -16        |                 | 13              | -16             |               | 9             | -8            |             | 0           | 0           | 38     | -40    |
| 2020-2021          | Aston Villa        | PL                 | 38         | -46        | FACup+CdL       | 0               | 0               | -             | -             | -             | -           | -           | -           | 38     | -46    |
| 2021-2022          | Aston Villa        | PL                 | 36         | -48        | FACup+CdL       | 1+0             | 0 + -1          | -             | -             | -             | -           | -           | -           | 37     | -49    |
| 2022-2023          | Aston Villa        | PL                 | 36         | -38        | FACup+CdL       | 0+1             | 0 + -1          | -             | -             | -             | -           | -           | -           | 37     | -39    |
| 2023-2024          | Aston Villa        | PL                 | 34         | -48        | FACup+CdL       | 3+0             | -3 + 0          | UECL          | 10            | -10           | -           | -           | -           | 47     | -61    |
| 2024-2025          | Aston Villa        | PL                 | 37         | -45        | FACup+CdL       | 4+0             | -4+0            | UCL           | 12            | -12           | -           | -           | -           | 53     | -60    |
| Totale Aston Villa | Totale Aston Villa | Totale Aston Villa | 181        | -225       |                 | 9               | -9              |               | 22            | -22           |             | -           | -           | 212    | -256   |
| Totale carriera    | Totale carriera    | Totale carriera    | 252        | -315       |                 | 30              | -36             |               | 31            | -30           |             | 0           | 0           | 311    | -381   |

### Cronologia presenze e reti in nazionale
| Cronologia completa delle presenze e delle reti in nazionale ― Argentina | Cronologia completa delle presenze e delle reti in nazionale ― Argentina | Cronologia completa delle presenze e delle reti in nazionale ― Argentina | Cronologia completa delle presenze e delle reti in nazionale ― Argentina | Cronologia completa delle presenze e delle reti in nazionale ― Argentina | Cronologia completa delle presenze e delle reti in nazionale ― Argentina | Cronologia completa delle presenze e delle reti in nazionale ― Argentina | Cronologia completa delle presenze e delle reti in nazionale ― Argentina |
| Data                                                                     | Città                                                                    | In casa                                                                  | Risultato                                                                | Ospiti                                                                   | Competizione                                                             | Reti                                                                     | Note                                                                     |
| ------------------------------------------------------------------------ | ------------------------------------------------------------------------ | ------------------------------------------------------------------------ | ------------------------------------------------------------------------ | ------------------------------------------------------------------------ | ------------------------------------------------------------------------ | ------------------------------------------------------------------------ | ------------------------------------------------------------------------ |
| 3-6-2021                                                                 | Santiago del Estero                                                      | Argentina                                                                | 1 – 1                                                                    | Cile                                                                     | Qual. Mondiali 2022                                                      | -1                                                                       |                                                                          |
| 8-6-2021                                                                 | Barranquilla                                                             | Colombia                                                                 | 2 – 2                                                                    | Argentina                                                                | Qual. Mondiali 2022                                                      | -                                                                        | 40’                                                                      |
| 14-6-2021                                                                | Rio de Janeiro                                                           | Argentina                                                                | 1 – 1                                                                    | Cile                                                                     | Coppa America 2021 - 1º turno                                            | -1                                                                       |                                                                          |
| 18-6-2021                                                                | Brasilia                                                                 | Argentina                                                                | 1 – 0                                                                    | Uruguay                                                                  | Coppa America 2021 - 1º turno                                            | -                                                                        | 73’                                                                      |
| 21-6-2021                                                                | Brasilia                                                                 | Argentina                                                                | 1 – 0                                                                    | Paraguay                                                                 | Coppa America 2021 - 1º turno                                            | -                                                                        |                                                                          |
| 3-7-2021                                                                 | Goiânia                                                                  | Argentina                                                                | 3 – 0                                                                    | Ecuador                                                                  | Coppa America 2021 - Quarti di finale                                    | -                                                                        |                                                                          |
| 6-7-2021                                                                 | Brasilia                                                                 | Argentina                                                                | 1 – 1 dts (3 – 2 dtr)                                                    | Colombia                                                                 | Coppa America 2021 - Semifinale                                          | -1                                                                       |                                                                          |
| 10-7-2021                                                                | Rio de Janeiro                                                           | Argentina                                                                | 1 – 0                                                                    | Brasile                                                                  | Coppa America 2021 - Finale                                              | -                                                                        |                                                                          |
| 3-9-2021                                                                 | Caracas                                                                  | Venezuela                                                                | 1 – 3                                                                    | Argentina                                                                | Qual. Mondiali 2022                                                      | -1                                                                       |                                                                          |
| 7-10-2021                                                                | Asunción                                                                 | Paraguay                                                                 | 0 – 0                                                                    | Argentina                                                                | Qual. Mondiali 2022                                                      | -                                                                        |                                                                          |
| 10-10-2021                                                               | Buenos Aires                                                             | Argentina                                                                | 3 – 0                                                                    | Uruguay                                                                  | Qual. Mondiali 2022                                                      | -                                                                        |                                                                          |
| 14-10-2021                                                               | Buenos Aires                                                             | Argentina                                                                | 1 – 0                                                                    | Perù                                                                     | Qual. Mondiali 2022                                                      | -                                                                        |                                                                          |
| 12-11-2021                                                               | Montevideo                                                               | Uruguay                                                                  | 0 – 1                                                                    | Argentina                                                                | Qual. Mondiali 2022                                                      | -                                                                        |                                                                          |
| 16-11-2021                                                               | San Juan                                                                 | Argentina                                                                | 0 – 0                                                                    | Brasile                                                                  | Qual. Mondiali 2022                                                      | -                                                                        |                                                                          |
| 27-1-2022                                                                | Calama                                                                   | Cile                                                                     | 1 – 2                                                                    | Argentina                                                                | Qual. Mondiali 2022                                                      | -1                                                                       |                                                                          |
| 1-2-2022                                                                 | Córdoba                                                                  | Argentina                                                                | 1 – 0                                                                    | Colombia                                                                 | Qual. Mondiali 2022                                                      | -                                                                        |                                                                          |
| 1-6-2022                                                                 | Londra                                                                   | Italia                                                                   | 0 – 3                                                                    | Argentina                                                                | Coppa dei Campioni CONMEBOL-UEFA 2022                                    | -                                                                        |                                                                          |
| 28-9-2022                                                                | Harrison                                                                 | Argentina                                                                | 3 – 0                                                                    | Giamaica                                                                 | Amichevole                                                               | -                                                                        |                                                                          |
| 16-11-2022                                                               | Abu Dhabi                                                                | Emirati Arabi Uniti                                                      | 0 – 5                                                                    | Argentina                                                                | Amichevole                                                               | -                                                                        |                                                                          |
| 22-11-2022                                                               | Lusail                                                                   | Argentina                                                                | 1 – 2                                                                    | Arabia Saudita                                                           | Mondiali 2022 - 1º turno                                                 | -2                                                                       |                                                                          |
| 26-11-2022                                                               | Lusail                                                                   | Argentina                                                                | 2 – 0                                                                    | Messico                                                                  | Mondiali 2022 - 1º turno                                                 | -                                                                        |                                                                          |
| 30-11-2022                                                               | Doha                                                                     | Polonia                                                                  | 0 – 2                                                                    | Argentina                                                                | Mondiali 2022 - 1º turno                                                 | -                                                                        |                                                                          |
| 3-12-2022                                                                | Al Rayyan                                                                | Argentina                                                                | 2 – 1                                                                    | Australia                                                                | Mondiali 2022 - Ottavi di finale                                         | -1                                                                       |                                                                          |
| 9-12-2022                                                                | Lusail                                                                   | Paesi Bassi                                                              | 2 – 2 dts (3 – 4 dtr)                                                    | Argentina                                                                | Mondiali 2022 - Quarti di finale                                         | -2                                                                       |                                                                          |
| 13-12-2022                                                               | Lusail                                                                   | Argentina                                                                | 3 – 0                                                                    | Croazia                                                                  | Mondiali 2022 - Semifinale                                               | -                                                                        |                                                                          |
| 18-12-2022                                                               | Lusail                                                                   | Argentina                                                                | 3 – 3 dts (4 – 2 dtr)                                                    | Francia                                                                  | Mondiali 2022 - Finale                                                   | -3                                                                       |                                                                          |
| 23-3-2023                                                                | Buenos Aires                                                             | Argentina                                                                | 2 – 0                                                                    | Panama                                                                   | Amichevole                                                               | -                                                                        |                                                                          |
| 28-3-2023                                                                | Santiago del Estero                                                      | Argentina                                                                | 7 – 0                                                                    | Curaçao                                                                  | Amichevole                                                               | -                                                                        | 80’                                                                      |
| 15-6-2023                                                                | Pechino                                                                  | Argentina                                                                | 2 – 0                                                                    | Australia                                                                | Amichevole                                                               | -                                                                        |                                                                          |
| 19-6-2023                                                                | Giacarta                                                                 | Indonesia                                                                | 0 – 2                                                                    | Argentina                                                                | Amichevole                                                               | -                                                                        |                                                                          |
| 7-9-2023                                                                 | Buenos Aires                                                             | Argentina                                                                | 1 – 0                                                                    | Ecuador                                                                  | Qual. Mondiali 2026                                                      | -                                                                        |                                                                          |
| 12-9-2023                                                                | La Paz                                                                   | Bolivia                                                                  | 0 – 3                                                                    | Argentina                                                                | Qual. Mondiali 2026                                                      | -                                                                        |                                                                          |
| 12-10-2023                                                               | Buenos Aires                                                             | Argentina                                                                | 1 – 0                                                                    | Paraguay                                                                 | Qual. Mondiali 2026                                                      | -                                                                        |                                                                          |
| 17-10-2023                                                               | Lima                                                                     | Perù                                                                     | 0 – 2                                                                    | Argentina                                                                | Qual. Mondiali 2026                                                      | -                                                                        |                                                                          |
| 16-11-2023                                                               | Buenos Aires                                                             | Argentina                                                                | 0 – 2                                                                    | Uruguay                                                                  | Qual. Mondiali 2026                                                      | -2                                                                       |                                                                          |
| 21-11-2023                                                               | Rio de Janeiro                                                           | Brasile                                                                  | 0 – 1                                                                    | Argentina                                                                | Qual. Mondiali 2026                                                      | -                                                                        |                                                                          |
| 22-3-2024                                                                | Filadelfia                                                               | Argentina                                                                | 3 – 0                                                                    | El Salvador                                                              | Amichevole                                                               | -                                                                        |                                                                          |
| 9-6-2024                                                                 | Chicago                                                                  | Argentina                                                                | 1 – 0                                                                    | Ecuador                                                                  | Amichevole                                                               | -                                                                        |                                                                          |
| 14-6-2024                                                                | Landover                                                                 | Argentina                                                                | 4 – 1                                                                    | Guatemala                                                                | Amichevole                                                               | -1                                                                       |                                                                          |
| 20-6-2024                                                                | Atlanta                                                                  | Argentina                                                                | 2 – 0                                                                    | Canada                                                                   | Coppa America 2024 - 1º turno                                            | -                                                                        |                                                                          |
| 25-6-2024                                                                | East Rutherford                                                          | Cile                                                                     | 0 – 1                                                                    | Argentina                                                                | Coppa America 2024 - 1º turno                                            | -                                                                        |                                                                          |
| 29-6-2024                                                                | Miami Gardens                                                            | Argentina                                                                | 2 – 0                                                                    | Perù                                                                     | Coppa America 2024 - 1º turno                                            | -                                                                        |                                                                          |
| 4-7-2024                                                                 | Houston                                                                  | Argentina                                                                | 1 – 1 (4 – 2 dtr)                                                        | Ecuador                                                                  | Coppa America 2024 - Quarti di finale                                    | -1                                                                       |                                                                          |
| 9-7-2024                                                                 | East Rutherford                                                          | Argentina                                                                | 2 – 0                                                                    | Canada                                                                   | Coppa America 2024 - Semifinale                                          | -                                                                        |                                                                          |
| 14-7-2024                                                                | Miami Gardens                                                            | Argentina                                                                | 1 – 0 dts                                                                | Colombia                                                                 | Coppa America 2024 - Finale                                              | -                                                                        |                                                                          |
| 5-9-2024                                                                 | Buenos Aires                                                             | Argentina                                                                | 3 – 0                                                                    | Cile                                                                     | Qual. Mondiali 2026                                                      | -                                                                        |                                                                          |
| 10-9-2024                                                                | Barranquilla                                                             | Colombia                                                                 | 2 – 1                                                                    | Argentina                                                                | Qual. Mondiali 2026                                                      | -2                                                                       |                                                                          |
| 14-11-2024                                                               | Asunción                                                                 | Paraguay                                                                 | 2 – 1                                                                    | Argentina                                                                | Qual. Mondiali 2026                                                      | -2                                                                       |                                                                          |
| 19-11-2024                                                               | Buenos Aires                                                             | Argentina                                                                | 1 – 0                                                                    | Perù                                                                     | Qual. Mondiali 2026                                                      | -                                                                        |                                                                          |
| 21-3-2025                                                                | Montevideo                                                               | Uruguay                                                                  | 0 – 1                                                                    | Argentina                                                                | Qual. Mondiali 2026                                                      | -                                                                        |                                                                          |
| 25-3-2025                                                                | Buenos Aires                                                             | Argentina                                                                | 4 – 1                                                                    | Brasile                                                                  | Qual. Mondiali 2026                                                      | -1                                                                       |                                                                          |
| 5-6-2025                                                                 | Santiago del Cile                                                        | Cile                                                                     | 0 – 1                                                                    | Argentina                                                                | Qual. Mondiali 2026                                                      | -                                                                        |                                                                          |
| 10-6-2025                                                                | Buenos Aires                                                             | Argentina                                                                | 1 – 1                                                                    | Colombia                                                                 | Qual. Mondiali 2026                                                      | -1                                                                       |                                                                          |
| Totale                                                                   |                                                                          | Presenze                                                                 | 53                                                                       |                                                                          | Reti                                                                     | -23                                                                      |                                                                          |

## Palmarès

### Club
- Community Shield: 3

Arsenal: 2014, 2015, 2020
- Coppa d'Inghilterra: 2

Arsenal: 2016-2017, 2019-2020

### Nazionale
- Coppa America: 2

Brasile 2021, Stati Uniti 2024
- Coppa dei Campioni CONMEBOL-UEFA: 1

Finalissima 2022
- Campionato mondiale: 1

Qatar 2022

### Individuale
- Miglior portiere della Coppa America: 2

Brasile 2021, Stati Uniti 2024
- Squadre ideale della Coppa America: 2

Brasile 2021, Stati Uniti 2024
- Guanto d'oro del campionato mondiale: 1

Qatar 2022
- All-Star Team del campionato mondiale: 1

Qatar 2022
- The Best FIFA Goalkeeper: 2

2022, 2024
- Trofeo Jašin: 2

2023, 2024
- Miglior portiere dell'anno IFFHS: 1

2024
- Squadra dell'anno IFFHS: 1

2024